# Wude Ayalew
Wude Ayalew (ur. 4 lipca 1987 w Gojjam) – etiopska lekkoatletka, specjalistka od długich dystansów. Jej młodszą siostrą jest Hiwot Ayalew.

## Osiągnięcia
- 4 medale w drużynie podczas Mistrzostw świata w biegach przełajowych
  - Fukuoka 2006 – złoty medal (długi dystans)
  - Mombasa 2007 – złoto
  - Amman 2009 – srebro
  - Punta Umbría 2011 – srebro
- brązowy medal mistrzostw Afryki (bieg na 10 000 m, Addis Abeba 2008)
- brąz mistrzostw świata (bieg na 10 000 m, Berlin 2009)
- 3. miejsce podczas Światowego Finału IAAF (bieg na 3000 m, Saloniki 2009)
- srebrny medal igrzysk afrykańskich w biegu na 10 000 metrów (Maputo 2011)

Ayalew była w składzie Etiopii podczas igrzysk olimpijskich w Pekinie (2008), jednak ostatecznie w biegu na 10 000 metrów wystąpiły jej trzy bardziej doświadczone koleżanki z reprezentacji ze zwyciężczynią tego biegu - Tirunesh Dibabą na czele.

## Rekordy życiowe
- bieg na 3000 metrów – 8:30,93 (2009)
- bieg na 5000 metrów  14:38,44 (2009)
- bieg na 10 000 metrów – 30:11,87 (2009)
- bieg na 10 kilometrów – 31:07 (2010) były rekord Etiopii
- półmaraton – 1:07:58 (2009)